# Klazomenaj

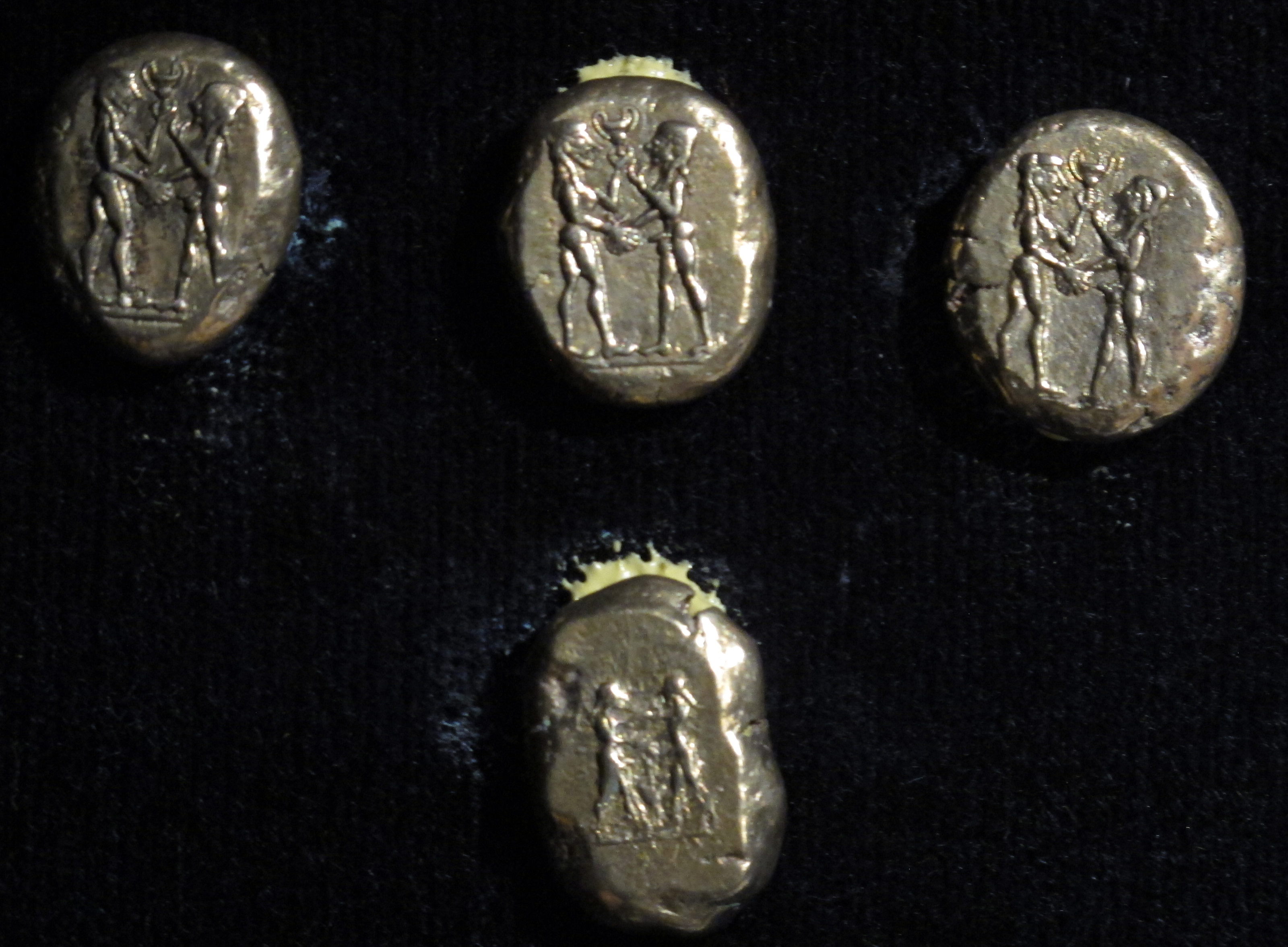
Srebrne monety Klazomenaj z VI wieku p.n.e.

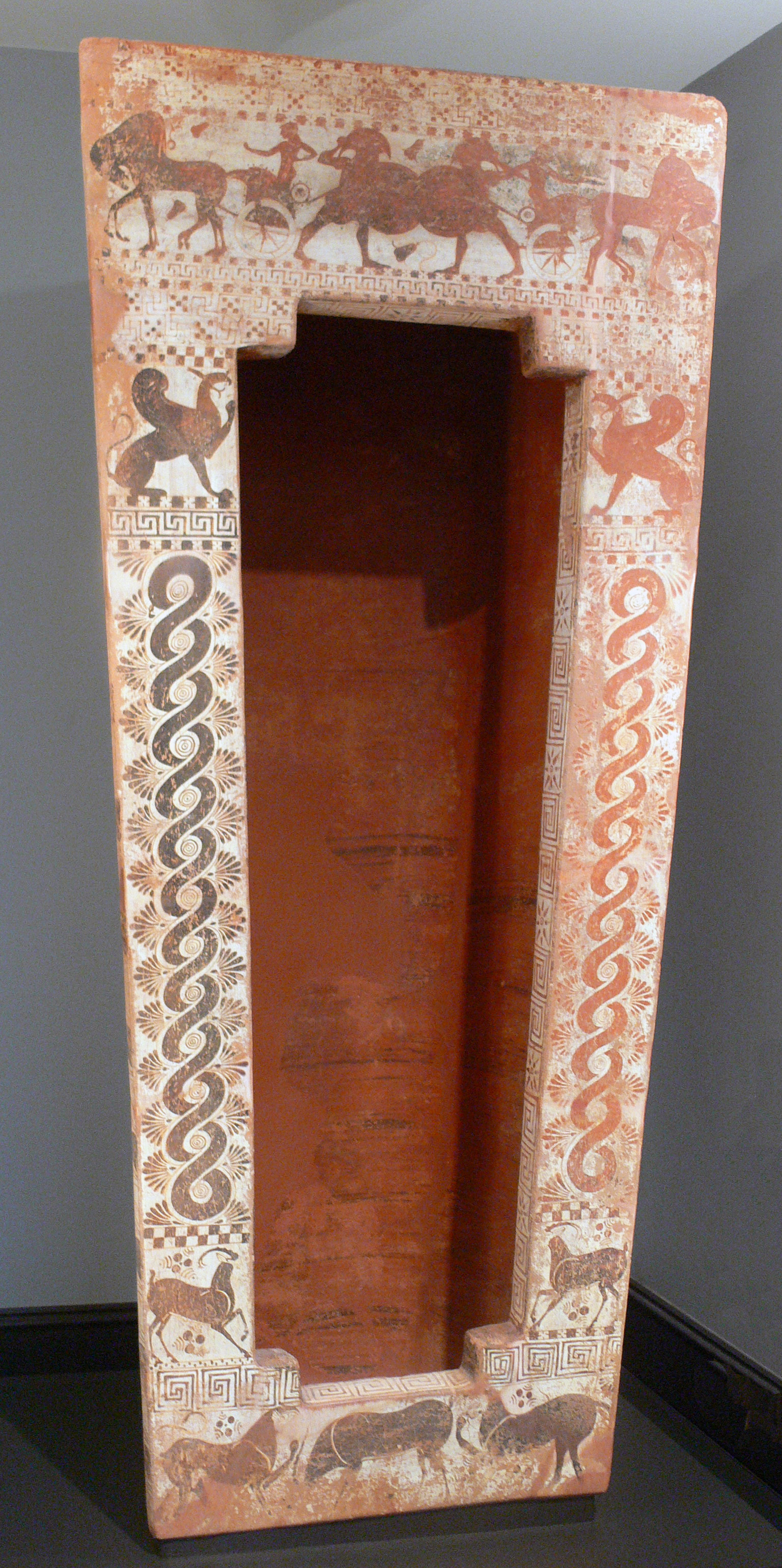
Malowany sarkofag (pocz. V w. p.n.e.)

Klazomenaj (stgr. Κλαζομεναί, spol. Kladzomeny; łac. Clazomenae; tur. Kilizman) – jedno z jońskich miast dodekapolis (Panionion), położone między Smyrną a Erythraj nad Zatoką Smyrneńską w Azji Mniejszej. Współczesna Urla, gdzie dostępne są pozostałości zabudowy antycznej.
Według Herodota (Dzieje I, 16) założone przez osadników z jońskiego Kolofonu, później zdobyte przez lidyjskiego króla Alyattesa. Pierwotne miasto powstało na lądzie stałym, lecz na początku V w. p.n.e., z obawy przed Persami, mieszkańcy założyli miasto na przeciwległej wyspie, którą później (za Aleksandra Wielkiego) połączono tamą z lądem (Pauzaniasz, Wędrówki po Helladzie VII, 3,8n.).
W V stuleciu Klazomenaj należało do ateńskiego Związku Morskiego i posiadało własny skarbiec na wota w delfickim sanktuarium Apolla, czczonego jako najważniejsze z bóstw miasta. Było miejscem urodzenia filozofa Anaksagorasa.
W 387 p.n.e. na mocy tzw. pokoju Antalkidasa zostało przyłączone do Persji.
W okresie archaicznym i wczesnoklasycznym znane było jako centrum produkcji terakotowych sarkofagów (larnaksów) zdobionych czarnofigurowo. W drugiej połowie VI w. p.n.e. wytwarzano tam również eksportowane masowo (m.in. do Naukratis) naczynia z żółtej gliny powlekane angobą i oprócz motywów ludzkich i zwierzęcych, charakterystycznie zdobione ornamentem w postaci łuskowatego wzoru.
Klazomenaj należało też do grupy kilkunastu miast małoazjatyckich, w których powstały najstarsze mennice greckie.